# 平山芳樹
平山 芳樹（ひらやま よしき、1952年 - ）は、日本の実業家、JX日鉱日石エネルギー株式会社（現・ENEOS）元取締役副社長執行役員、新日石トレーディング株式会社（現・ENEOSトレーディング）元代表取締役社長、富士興産株式会社元取締役。

## 人物・経歴
1952年生まれ。1976年、立教大学卒業。大学時代は体育会野球部に所属。同年4月、日本石油精製株式会社入社。同社野球部にも所属した。
2003年4月、新日本石油株式会社ビジネスサービス事業部長、2004年6月、同社中国支店長。2005年6月、同社執行役員中国支店長、2007年6月、同社執行役員小売販売本部リテール販売部長に就任。
2010年7月、新日石トレーディング株式会社（現・ENEOSトレーディング）代表取締役社長。2013年6月、JX日鉱日石エネルギー株式会社（現・ENEOS）取締役副社長執行役員に就任。